# Almoloya del Río
Almoloya del Río är en ort i Mexiko, och administrativ huvudort i kommunen Almoloya del Río i delstaten Mexiko, i den centrala delen av landet. Orten hade 9 507 invånare vid folkräkningen 2010. Orten ligger strax söder om Santiago Tíanguistenco och är den klart största orten i sin kommun. Precis väst om Almoloya del Río finns en reservoar, Laguna Chignahuapan.